# Dicymbe uaiparuensis
Dicymbe uaiparuensis är en ärtväxtart som beskrevs av John Macqueen Cowan. Dicymbe uaiparuensis ingår i släktet Dicymbe och familjen ärtväxter. Inga underarter finns listade i Catalogue of Life.